# Нестерпний хлопчисько
«Нестерпний хлопчисько» (англ. Breakfast with Scot) — канадська комедія 2007 року по роману Майкла Даунінга, професора університету Тафтса. У 2006 році фільм привернув увагу канадських ЗМІ, коли Національна хокейна ліга і «Торонто Мейпл Ліфс» оголосили, що вони схвалюють використання логотипу та форми команди в гей-фільмі. Таким чином, «Нестерпний хлопчисько» став першим фільмом на гомосексуальну тематику, який отримав схвалення професійної спортивної ліги.

## Зміст
Геї Ерік та Сем давно живуть разом і зважуються на серйозний крок – усиновити дитину. До них у будинок потрапляє 11-річний хлопчина Скот, і це стає початком нового життя. Адже дитина – це завжди клопіт, особливо якщо він шибайголова і серйозно займається дуже травматичним спортом, хокеєм.

## Ролі
| Актор           | Роль             |
| --------------- | ---------------- |
| Том Кавана      | Ерік МакНоллі    |
| Бен Шенкман     | Сем              |
| Ной Бернетт     | Скот             |
| Шона МакДональд | Джоан            |
| Грем Грін       | Бад Вілсон       |
| Ділан Еверетт   | Райан Берлінгтон |
| Колін Каннінгем | Біллі            |
| Анна Сілк       | Міа              |
| Робін Брюле     | пані Пола        |

## Знімальна група
- Режисер — Лорі Лінд
- Сценарист — Шон Рейкрафт, Майкл Давнінґ
- Продюсер — Пол Браун, Енн МакКензі, Говард Розенман
- Композитор — Девід А. Макін